# Knersia diversifolia
Knersia diversifolia är en isörtsväxtart som först beskrevs av Harriet Margaret Louisa Bolus, och fick sitt nu gällande namn av H.E.K.Hartmann och Liede. Knersia diversifolia ingår i släktet Knersia och familjen isörtsväxter. Inga underarter finns listade i Catalogue of Life.